# Аскерханов, Гасан Али-бек
Гасан Али-бек Аскерханов (азерб. Həsənəli bəy Əsgərxanov; 1855—1920) — прапорщик русской армии, военный и общественный деятель. Азербайджанский поэт. Писал под псевдонимом Ковха.

## Биография
Гасан Али-бек Аскерханов родился в Яглевенде в знатной Карабахской семье, происходившей из рода Джеванширов. Его отец Шых Али-бек был состоятельным землевладельцем. Имел родственные связи и с карабахскими ханами.
Начальное образование получил в Шушинском городском училище. Военную службу начал 1 сентября 1873 года юнкером 2-го Константиновского военного училища в Санкт-Петербурге. По окончании училища в 1875 году в чине прапорщика был направлен в армию.
Участник русско-турецкой войны 1877—1878 гг.. За боевые заслуги и личное мужество был удостоен боевых наград: Георгиевских крестов.
17 августа 1878 года уволен из армии.
По окончании войны избирался старшиной Гаджилинского общества (до 1887). С 10 июня 1887 года — переводчик в Казахском полицейском управлении, с 1889 года — в том уезде приставом.
В 1905—1906 гг. командовал силами самообороны Карабаха против дашнакских отрядов. Командующий силами самообороны Карабаха Гасан Али-бек Аскерханов 13 июня 1905 году принял решение встретить противника на подступах к селу. М. С. Ордубади описывает это так: «За три часа до рассвета заиграли сигнал к атаке, и на Каджар обрушился град огня. Внезапный грохот выстрелов прервал сон мирно спавших каджарцев. Заплакали разбуженные младенцы. Вопли перепуганных матерей, плач детей, рев скота слились в один невообразимый шум, повисший над селом.
Зажегшие свечи в страхе погасили их, те, кто с ночи погасили свет, зажгли его, тысячи каджарцев растерянно гадали о причинах этого грохота. Переполох охватил деревню. Но отважная молодежь не растерялась. Юноши мгновенно построили укрытия с трех сторон села и из-за них стали отвечать на выстрелы. За этими укрытиями прятались и перепуганные женщины с детьми. После шести часов ожесточенной перестрелки армяне разграбили и сожгли 55 домов, расположенных за этими укрытиями. После этого они бросились в атаку на укрепления азербайджанцев, чтобы захватить в плен женщин. Но, не преодолев сопротивления азербайджанцев, неся тяжелые потери, вынуждены были отступить на прежние позиции. И тогда азербайджанцы смело вышли из укрытий и бросились на противника.
В это время подоспели на помощь жители других сел, прослышавшие о том, что происходит в Каджаре. Первым пришел на помощь господин Гасанали бек Аскерханов из Яглывенда с двадцатью вооруженными людьми. Он приблизился к горе Хазаз и обрушил мощный огонь на отряд Меликшахназарова. Невзирая на численное превосходство врага, люди Гасанали бека выбили армян из их позиций и овладели Хазазом».
Принимал участие в Первой мировой войне.
Награждён орденом Святого Станислава 3-й ст. с мечами и бантом и Святой Анны 2-й ст. с мечами (Высочайше утверждено 3 июня 1915 года). 16 июня 1915 года высочайше утверждено пожалование орденом Святой Анны 4-й ст. с надписью «За храбрость».
В ходе войны стал полным Георгиевским кавалером. Свой первый Георгиевский крест IV степени Г. Аскерханов получил в фронте. Высочайшим приказом по чинам военным от 17 июля 1915 года было утверждено пожалование «за отличие в делах против неприятеля», по удостоению местной Георгиевской Кавалерской Думы, ордена Святого Георгия 4-й ст.
Гасан Али-бек Аскерханов после отставки возвращается в своё родное село. Он работал полицейским приставом, получил чин секретаря губернии.
Скончался в Карабахе 10 декабря 1920 года. Был похоронен на кладбище родного села.

## Творчество
Поэтическую деятельность Гасан Али-бек начал со стихов на азербайджанском языке. Писал стихи под псевдонимом Ковха. Его художественное наследие состоит в основном из газелей, а также гошма и пасквилей, написанных в классическом стиле.

## Личная жизнь
Супругой Гасан Али-бека являлась Асия-ханум Али Акбер кызы Мелик-Асланова. У супружеской пары было 9 детей: сыновья — Аскерхан-бек, Джамиль-бек, Шамиль-бек, Джелал-бек и дочери Сеадет-ханум, Набат-ханум, Тават-ханум, Шовкат ханум, Фирузе-ханум.